# Bridge of Weir
Bridge of Weir (Schots: Brig o Weir) is een dorp in de Schotse council Renfrewshire in het historisch graafschap Renfrewshire in de buurt van Glasgow en Paisley met in 2020 een populatie van ongeveer 4900. 
De naam van het dorp komt van de oversteekplats over de rivier Gryffe, en de zalmstuw (salmon weir) in diezelfde rivier. Het dorp ontstond rondom katoen- en leerindustrie. Deze industrieën zorgden voor de uitbreiding in de 18e eeuw op het land dat grensde aan het vijftiende-eeuwse Ranfurly Castle, dat tussen Kilbarchan en Houston and Killellan ligt. Een spoorweg, de Glasgow and South Western Railway, aangelegd in de jaren 1860, hielpen ook met de ontwikkeling van het dorp. Tegenwoordig is Bridge of Weir een forensendorp voor Glasgow en Paisley. 

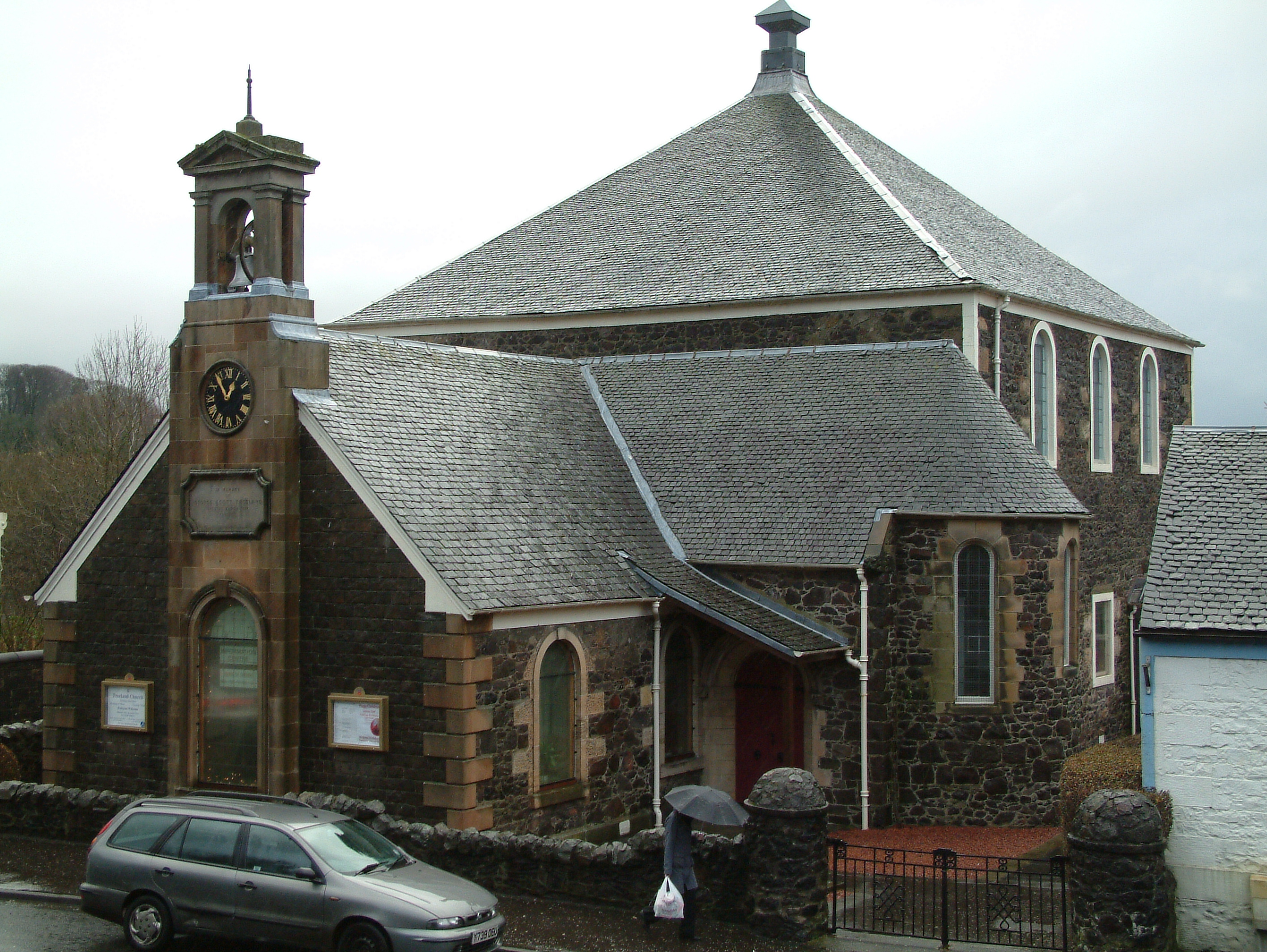
Kerk
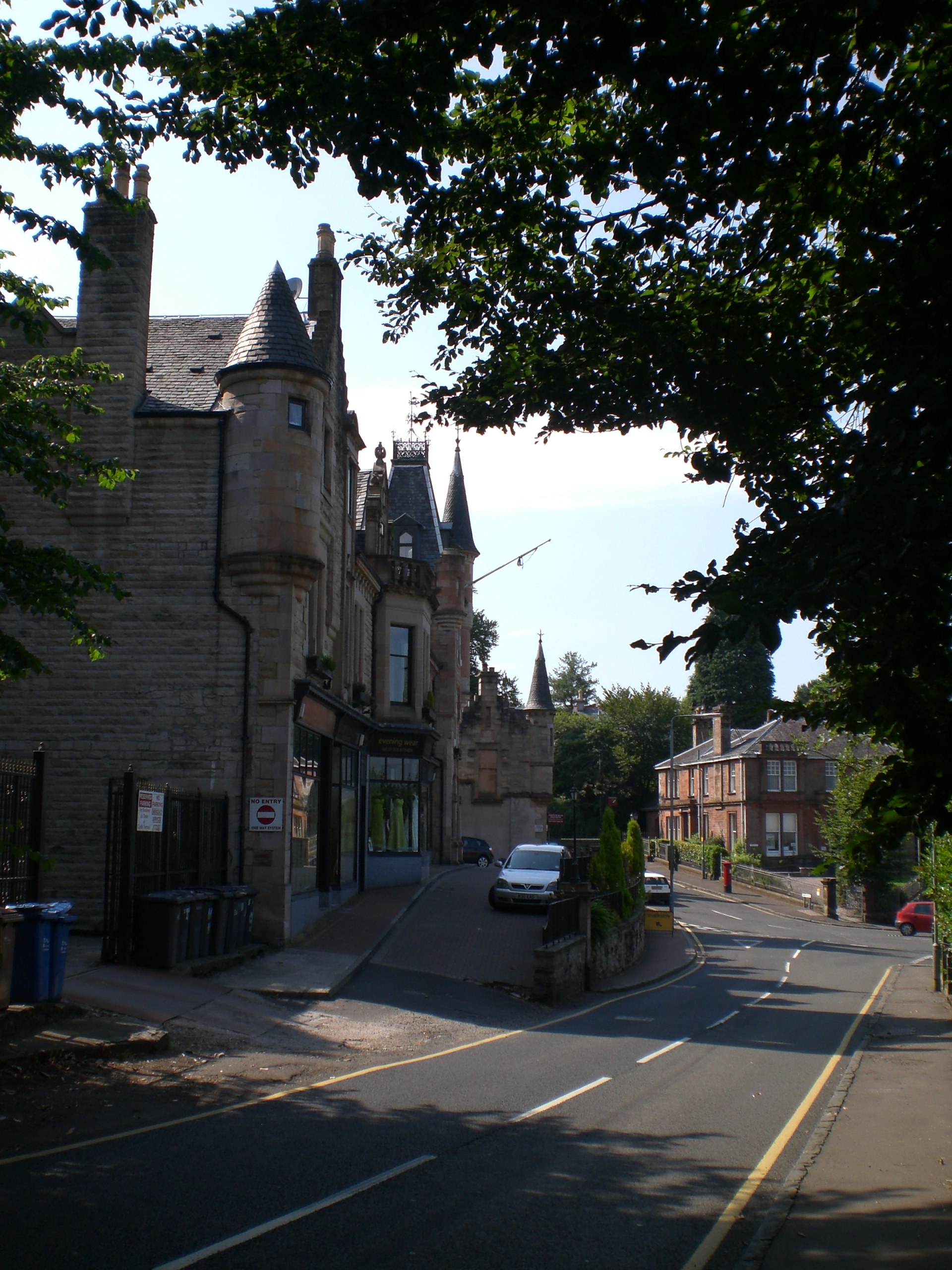
Straat